# Nesophontes edithae
Nesophontes edithae là một loài động vật có vú trong họ Nesophontidae, bộ Soricomorpha. Loài này được Anthony mô tả năm 1916.
Loài chuột chù này đã tuyệt chủng và đã là loài bản địa Puerto Rico.
Người ta tin người châu Âu chưa bao giờ nhìn thấy loài chuột chù này. Hóa thạch đương đại với các hiện vật bản địa và hóa thạch chuột được giới thiệu cho thấy sự tồn tại trong thời kỳ thuộc địa, có thể cho đến thế kỷ 16. Chuột chù sống trong rừng trên đảo / loài đặc hữu ở phía tây Puerto Rico và là một loài ăn côn trùng. Có những mẫu hóa thạch nằm ở London. Nó biến mất sau khi giới thiệu chuột và do sự phá hủy môi trường sống trong rừng của nó.